# Industriemuseum Schönebeck

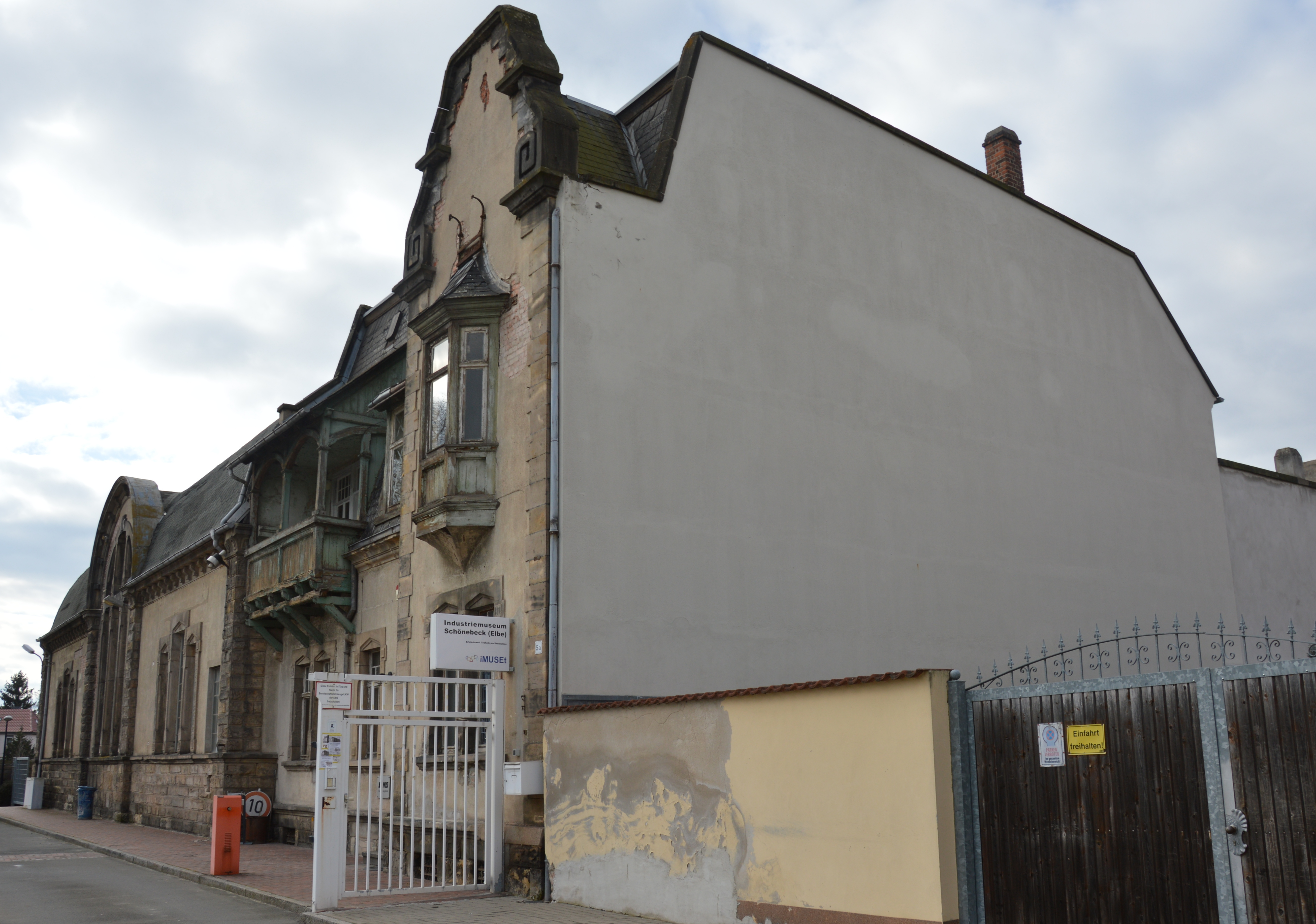
Industriemuseum Schönebeck

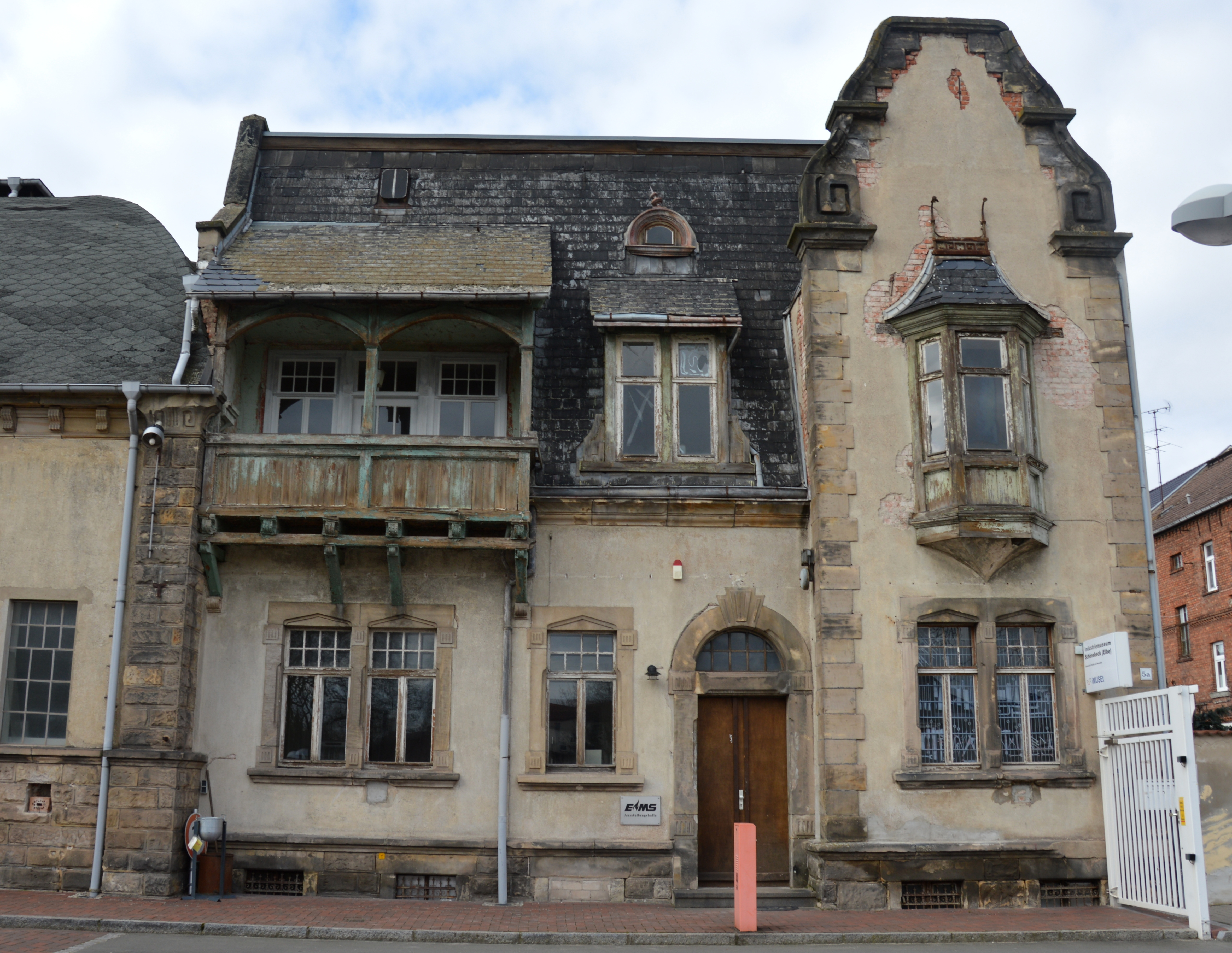
Wohnhaus des Werksingenieurs

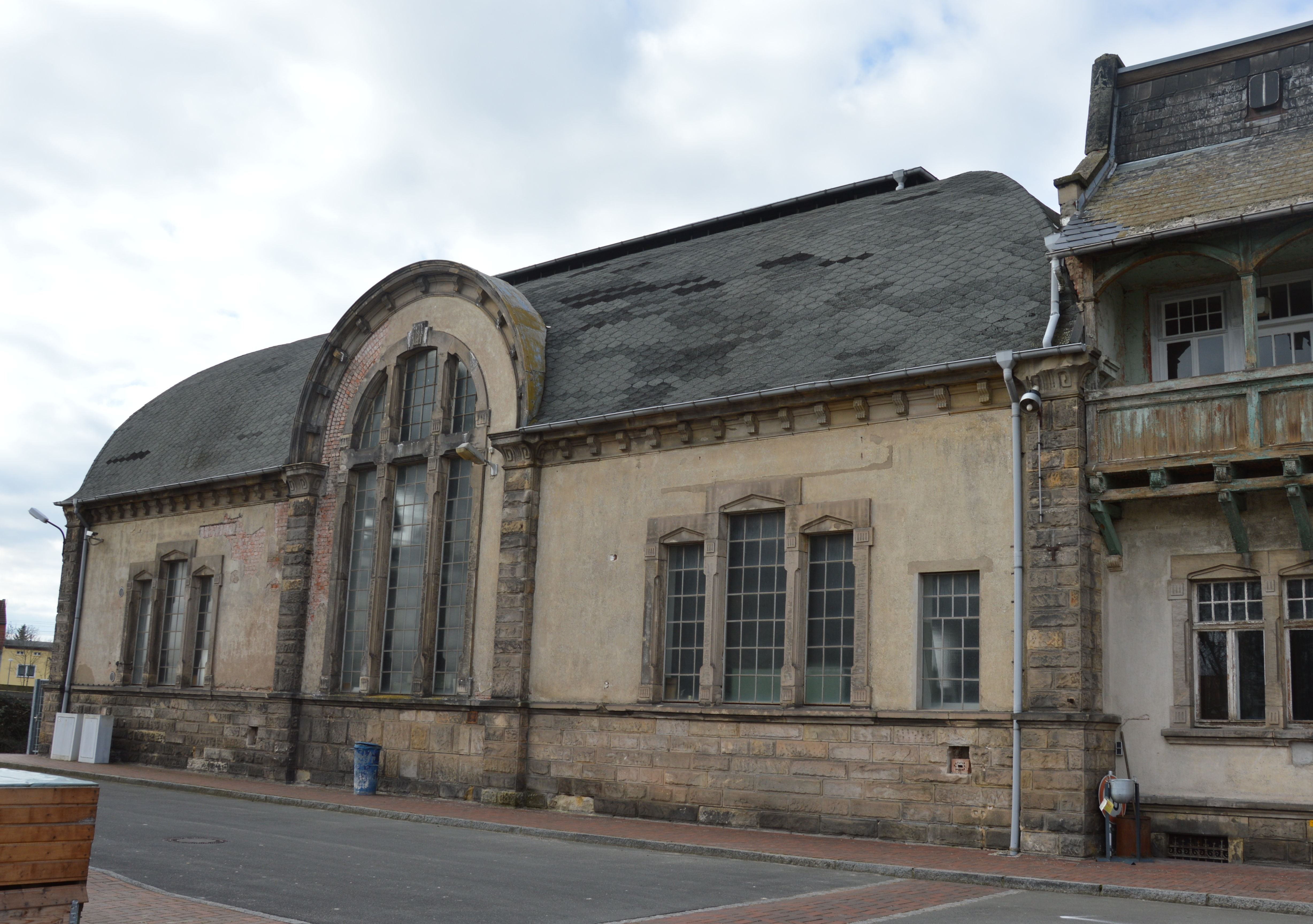
Maschinenhaus

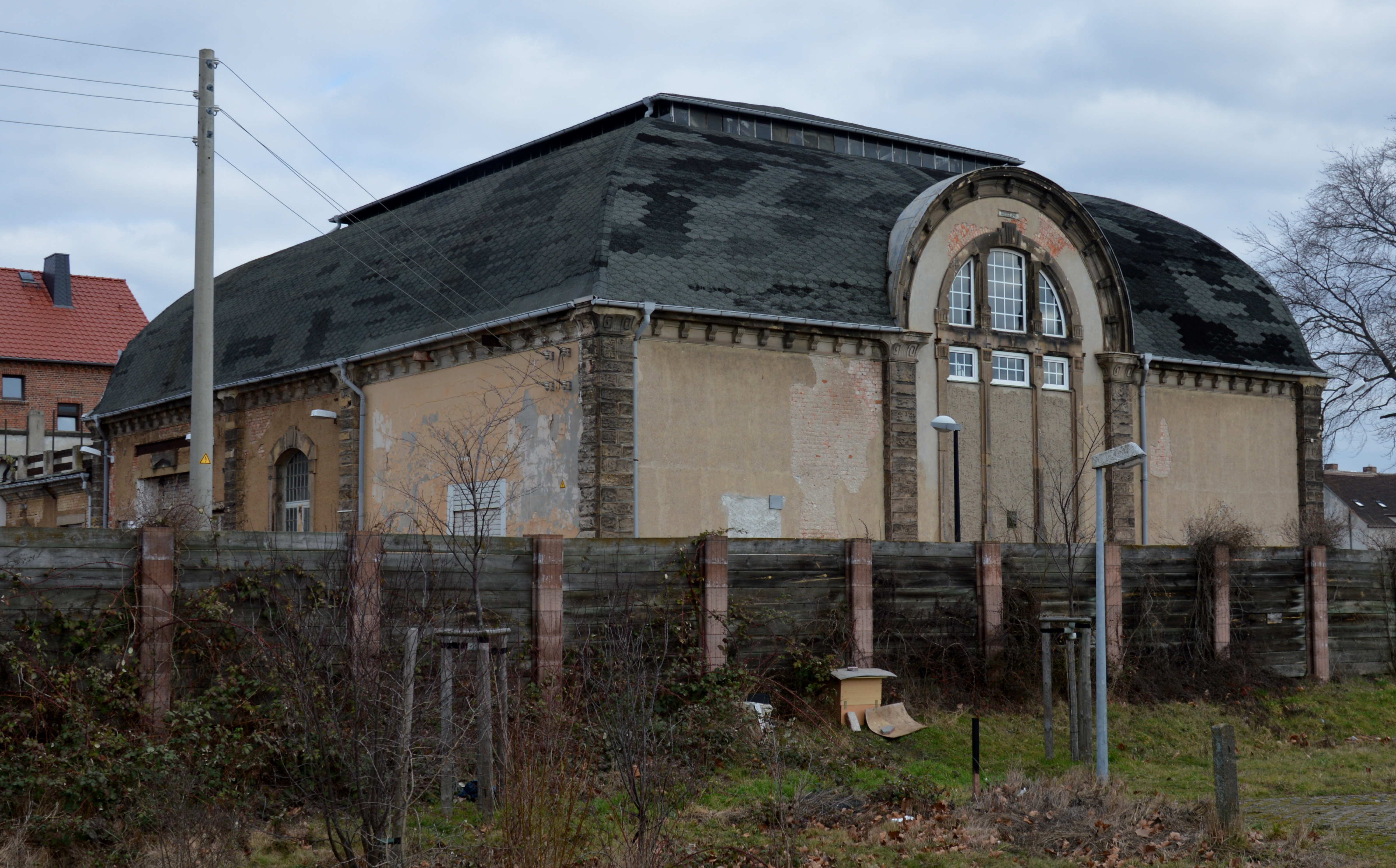
Blick von Süden

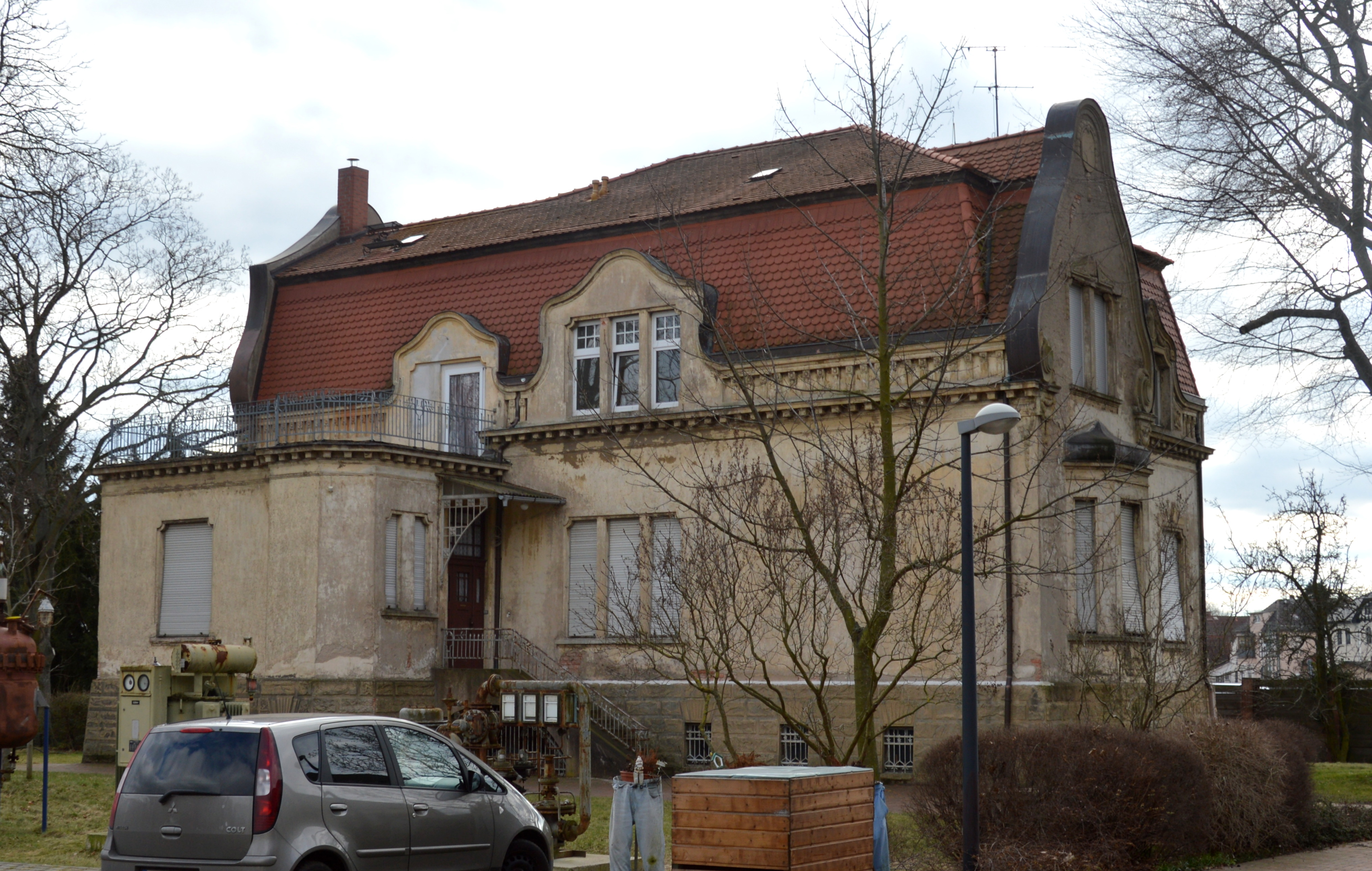
Direktorenvilla

Das Industriemuseum Schönebeck ist ein Museum in Schönebeck (Elbe) in Sachsen-Anhalt. Es befasst sich mit der Industriegeschichte der Region Schönebeck. Teile des vom Museum genutzten Gebäudeensembles sind denkmalgeschützt.

## Lage
Das Museum befindet sich an der Adresse Ernst-Thälmann-Straße 5a, südlich der Schönebecker Innenstadt.

## Architektur und Geschichte
Das Museum wurde am 21. April 2013 in den Gebäuden des ehemaligen Schönebecker Gas- und Elektrizitätswerkes eröffnet. Betrieben wird es vom Verein industrieMUseum Schönebeck e.V. – Erlebniswelt technik und Innovation (iMUSEt). Ein Schwerpunkt der Ausstellung liegt auf der Geschichte der regionalen Industrieunternehmen Allendorff, Dümling, Hermania, Sellier & Bellot, Siegel, Dr. Tolberg, Traktorenwerk Schönebeck, Wankel und Weltrad.
Das Museum nutzt das 1908 im Jugendstil errichtete historische Maschinenhaus des Werks sowie das nördlich angrenzende gleichzeitig entstandene Wohnhaus des Werksingenieurs. Etwas östlich befindet sich die 1901 gebaute Direktorenvilla. Westlich liegt das etwa 1952 gebaute Trafogebäude mit Schaltwarte. Das Maschinenhaus weist eine große Raumhöhe und offenes zweites Geschoss auf. Die Fassade des Gebäudes ist mit bossierten Sandsteinlisenen gegliedert. Als Verzierungen finden sich Kapitelle mit Voluten, kannelierte Volutenkonsolen und Triglyphen. Der Mittelteil der Süd- und Ostfassade ist jeweils mit einem in den Dachbereich hineinragenden großen Rundbogen versehen, der vom Gesims umspannt wird. Bedeckt wurde das Gebäude ursprünglich von einem gewölbten Zinkdach. Es besteht ein flachwalmgedecktes Oberlicht. In der Direktorenvilla ist bauzeitliches, im Jugendstil gestaltetes Inventar, wie Täfelungen, Fenster und Bad erhalten.
In der Zeit der DDR diente der Komplex zunächst als Umspannwerk des VEB Energieversorgung, später als Lagerhalle.
Aufgrund einer Notsanierung war das Museum 2017 bis zum 13. Mai 2017 geschlossen.
Im örtlichen Denkmalverzeichnis ist das Elektrizitätswerk unter der Erfassungsnummer 094 60878 als Baudenkmal verzeichnet. In der Vergangenheit lautete die Adressierung der Gebäude Karl-Marx-Straße 18.

## Ausstellungen
- Fertigungstechnik der Metallbearbeitung
- Munitionsfertigung
- Elektrotechnik mit funktionierendem Quecksilberdampfgleichrichter
- Seit 2016 ist das Werk von Dario Malkowski in einer Dauerausstellung im Wohnhaus des Werksingenieurs zu sehen.[2]